# Тамарины
Тамари́ны, или сагуины (лат. Saguinus), — род обезьян из семейства игрунковых.

## Описание
Длина тела варьируется от 18 до 30 см, с хвостом — от 25 до 44 см. Масса тела — от 220 до 900 грамм. Виды легко отличаются друг от друга по внешнему виду. Окрашены в различные тона чёрного, коричневого и белого цветов. Большинство видов имеют обычно длинные «усы».

## Распространение
Встречаются тамарины от южной части Центральной Америки (Коста-Рики) до центральной части Южной Америки (Амазонская низменность и север Боливии, однако не населяет горные районы).

## Виды
База данных Американского общества маммологов (ASM Mammal Diversity Database) признаёт 25 видов тамаринов:
- Пегий тамарин (Saguinus bicolor)
- Saguinus cruzlimai
- Буроголовый  тамарин (Saguinus fuscicollis)
- Saguinus fuscus
- Тамарин Жоффруа (Saguinus geoffroyi)
- Saguinus illigeri
- Императорский тамарин (Saguinus imperator)
- Тамарин Шварца (Saguinus inustus)
- Saguinus kulina
- Краснобрюхий тамарин (Saguinus labiatus)
- Saguinus lagonotus
- Saguinus leucogenys
- Белоногий тамарин (Saguinus leucopus)
- Гололобый тамарин (Saguinus martinsi)
- Краснорукий тамарин (Saguinus midas)
- Усатый тамарин (Saguinus mystax)
- Чернолапый тамарин (Saguinus niger)
- Черноспинный тамарин (Saguinus nigricollis)
- Saguinus nigrifrons
- Эдипов тамарин (Saguinus oedipus)
- Saguinus pileatus
- Saguinus subgrisescens
- Золотистоплечий тамарин (Saguinus tripartitus)
- Saguinus ursula
- Saguinus weddelli